# Peugeot 104
Pour les articles homonymes, voir Peugeot 104 (homonymie).
La 104 est une petite voiture française construite par Peugeot de 1972 à 1988, principalement à Mulhouse (Haut-Rhin).
Elle a d'abord été lancée en berline bi-corps à 4 portes, puis en coupé 3 portes. Celui-ci connut des déclinaisons sportives. La 104 a servi de base aux Citroën LN/LNA, Citroën Visa et Talbot Samba. À son lancement, en 1972, elle est la berline 4 portes la plus courte d'Europe (3,58 m.)
La 104 est issue de l'Association Peugeot-Renault pour concevoir des éléments techniques et des pièces mécaniques. Du projet M-121 naissent donc la 104 mais aussi la Renault 14 en 1976.

## Évolutions de la 104

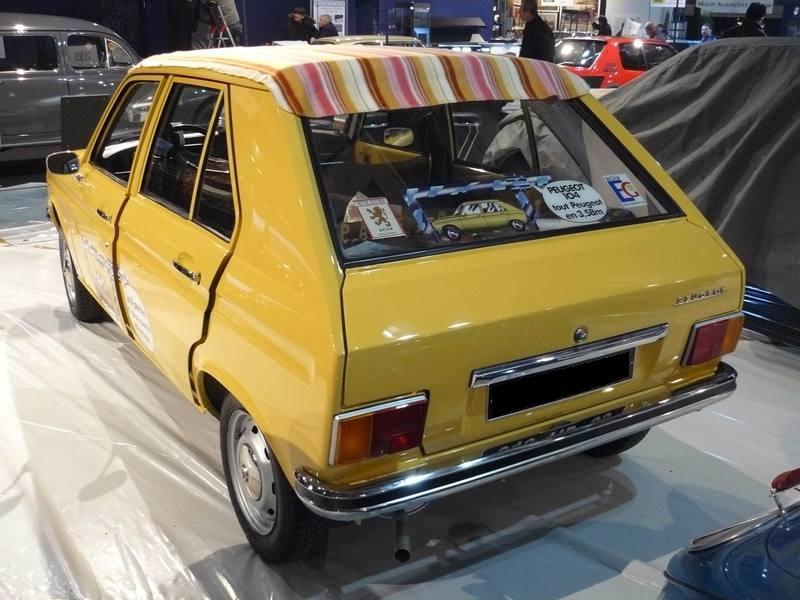
104 Berline 4p.

- La 104 a été présentée au Mondial de l'Automobile de Paris en septembre 1972[3] : 
  - début de la production de la berline 4 portes, avec le « moteur X » de 954 cm3 (type XV, 46 ch DIN) en aluminium à culbuteurs et arbre à cames en tête entraîné par chaîne, placé transversalement à l'avant. Ce moteur a été fabriqué à la Française de Mécanique de Douvrin. Il est couché vers l'arrière de 72° et, comme les Peugeot 204 et les Austin-Morris Mini, placé au-dessus de la boîte de vitesses. La transmission primaire par pignon est particulièrement reconnaissable par son sifflement. Il est équipé pour la première fois de nouvelles bougies coniques sans joint et est décliné en 4 cylindrées différentes : 70x62 = 954 cm3 (XV), 72x69 = 1 124 cm3 (XW), 75x69 = 1 219 cm3 (XZ) et 75x77 = 1 360 cm3 (XY).
- Modèles 1974 : 
  - lancement du coupé 3 portes qui dispose d'un hayon, contrairement à la berline. Grâce à l'empattement et au porte-à-faux arrière réduits, la longueur passe à 3,30 m.

Même moteur que la berline.

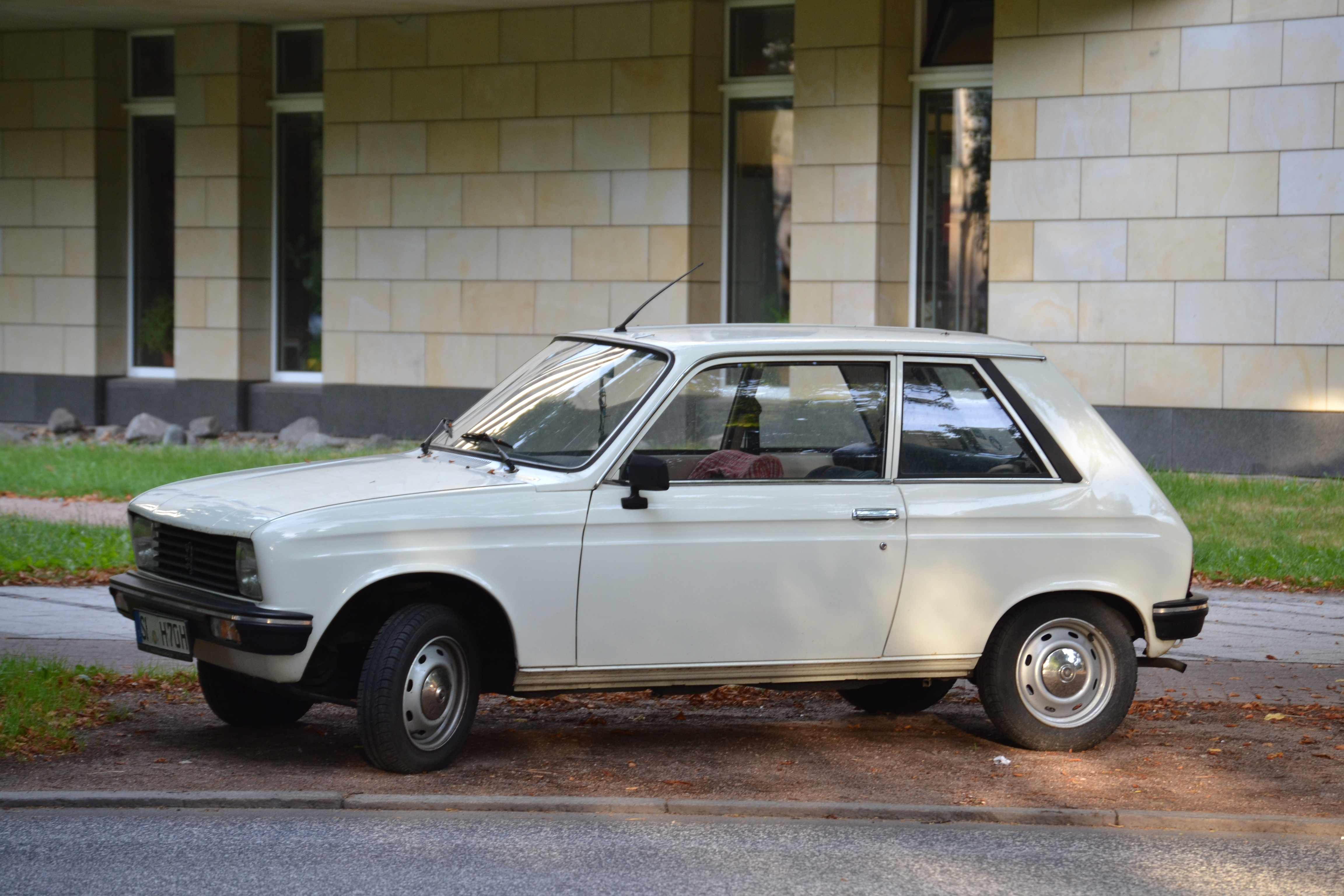
104 Coupé

- - lancement du coupé 104 ZS, « moteur X » de 1 124 cm3, 66 ch DIN, version sportive (155 km/h), avec compte-tours, volant trois branches, phares à iode et jantes de style (avec enjoliveur).
- Modèles 1977 : 
  - apparitions du moteur 6 CV et du hayon sur la berline, qui devient alors une 5 portes.
- Modèles 1978 : 
  - feux de recul sur la 104 ZS.
- Modèles 1979 : 
  - la série spéciale sportive ZS2 (173 km/h), animée par le « moteur X » de 1 360 cm3 93 ch DIN, est vendue à 1 000 exemplaires entre janvier et mars 1979[4]. La 104 ZS2 se distingue de la ZS par ses jantes Amil en alliage léger, son bavolet avant, ses élargisseurs d'ailes, ses pare-chocs "minces" noir mat, son rétroviseur extérieur type obus, sa teinte spécifique gris vulcain et ses bandes de décoration latérales rouges, ses stripings ZS2. Apparition d'une berline 104 S (1 124 cm3, 66 ch) reprenant la sellerie de la série spéciale Sundgau.
- Modèles 1980 : 
  - nouveau tableau de bord. Les 104 S (5 portes) et ZS sont désormais équipées d'un 1 360 cm3 de 72 ch DIN. Elles possèdent des pneumatiques taille basse sur des jantes de style larges (sans enjoliveur) et des bandes de décoration latérales.
- Modèles 1982 : 
  - nouvelle face avant et nouveau rétroviseur extérieur aérodynamique noir mat. Essuie-glace de lunette arrière sur les 104 S et ZS.
- Modèles 1983 : 
  - deux versions ZS au catalogue : 72 ch DIN (158 km/h) et nouvelle 80 ch DIN (164 km/h). Cette dernière, qui est identifiable à l'autocollant 80hp sur les ailes avant, est équipée de deux carburateurs simple corps. Sur les deux 104 ZS, la boîte à cinq vitesses est une nouveauté.
- Modèles 1984 : 
  - la gamme se réduit à la suite du lancement de la 205. La 104 ZS 72 ch disparaît.
- Modèles 1985 : 
  - planche de bord et éléments extérieurs type Talbot Samba.
- Modèles 1986 : 
  - suppression de la 104 ZS.
- Modèles 1987 : 
  - nouvelle calandre couleur carrosserie "façon 205". Ne restent au catalogue que les berline GLS et coupés Z et Style Z, tous équipés du 1 124 cm3 50 ch.
- 1988 : fin de la production

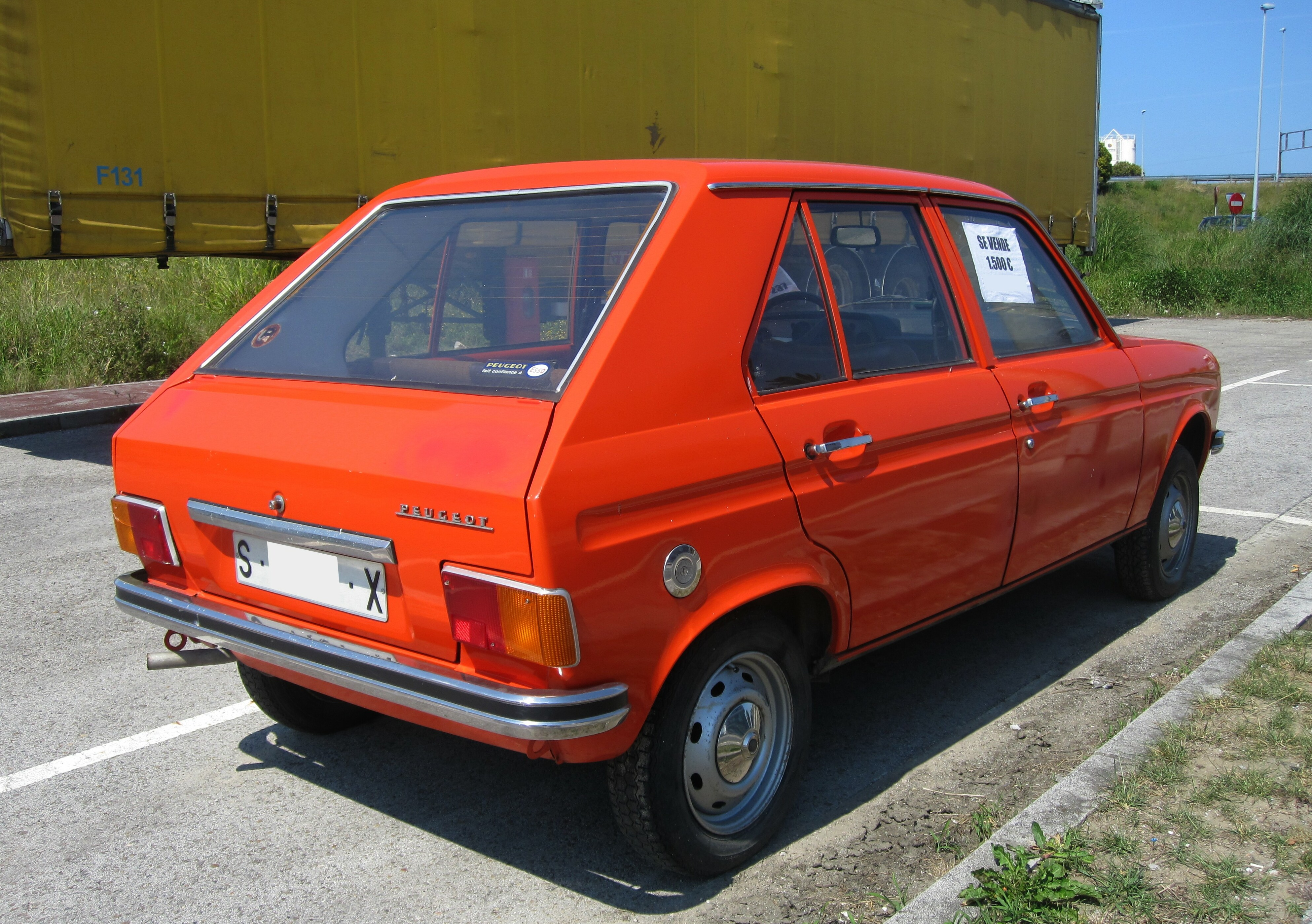
104 Berline 4p.
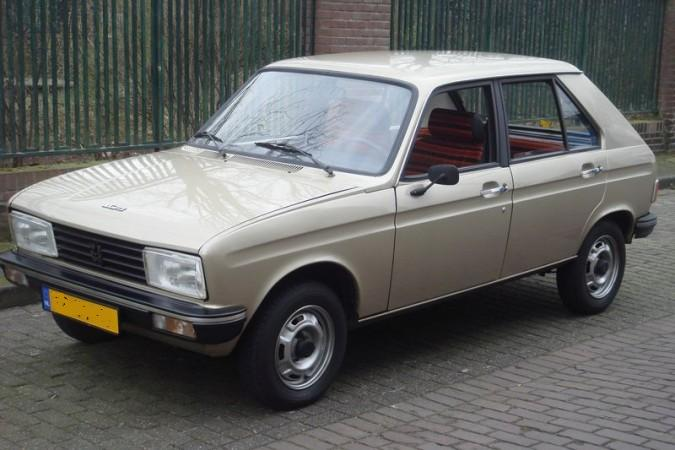
104 Berline 5p. modèle S
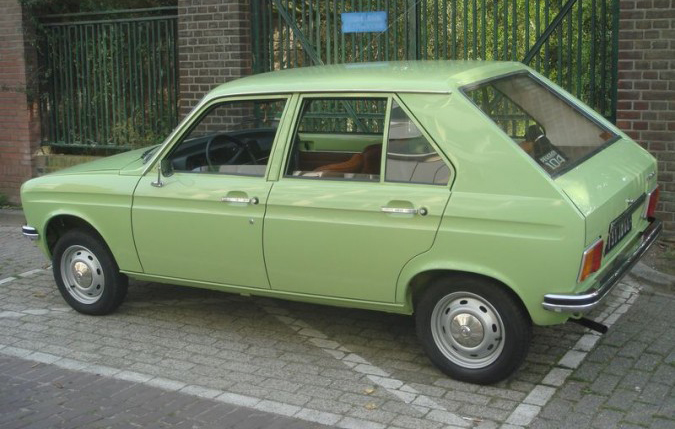
104 Berline 4p.
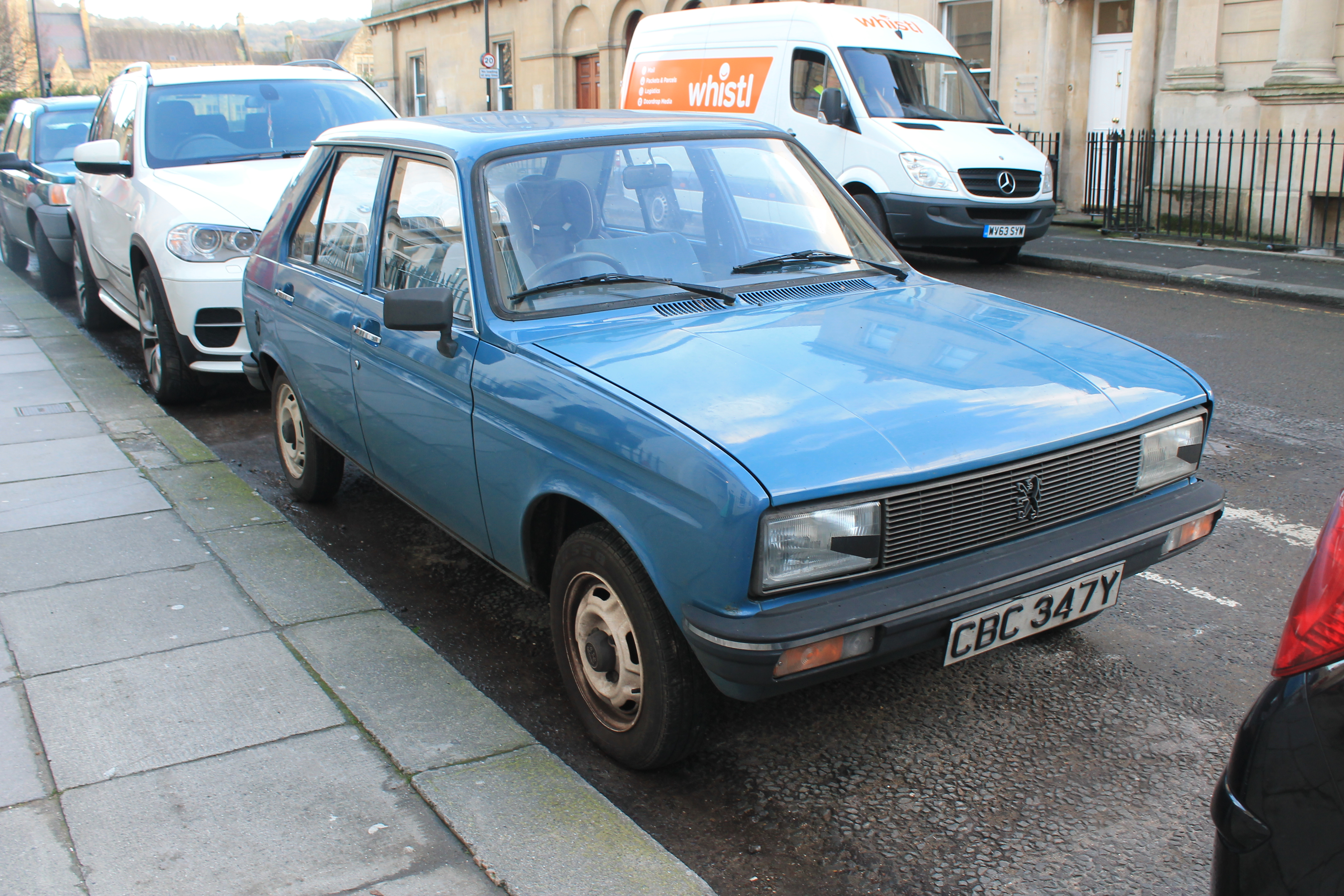
104 Berline 5p. au Royaume-Uni
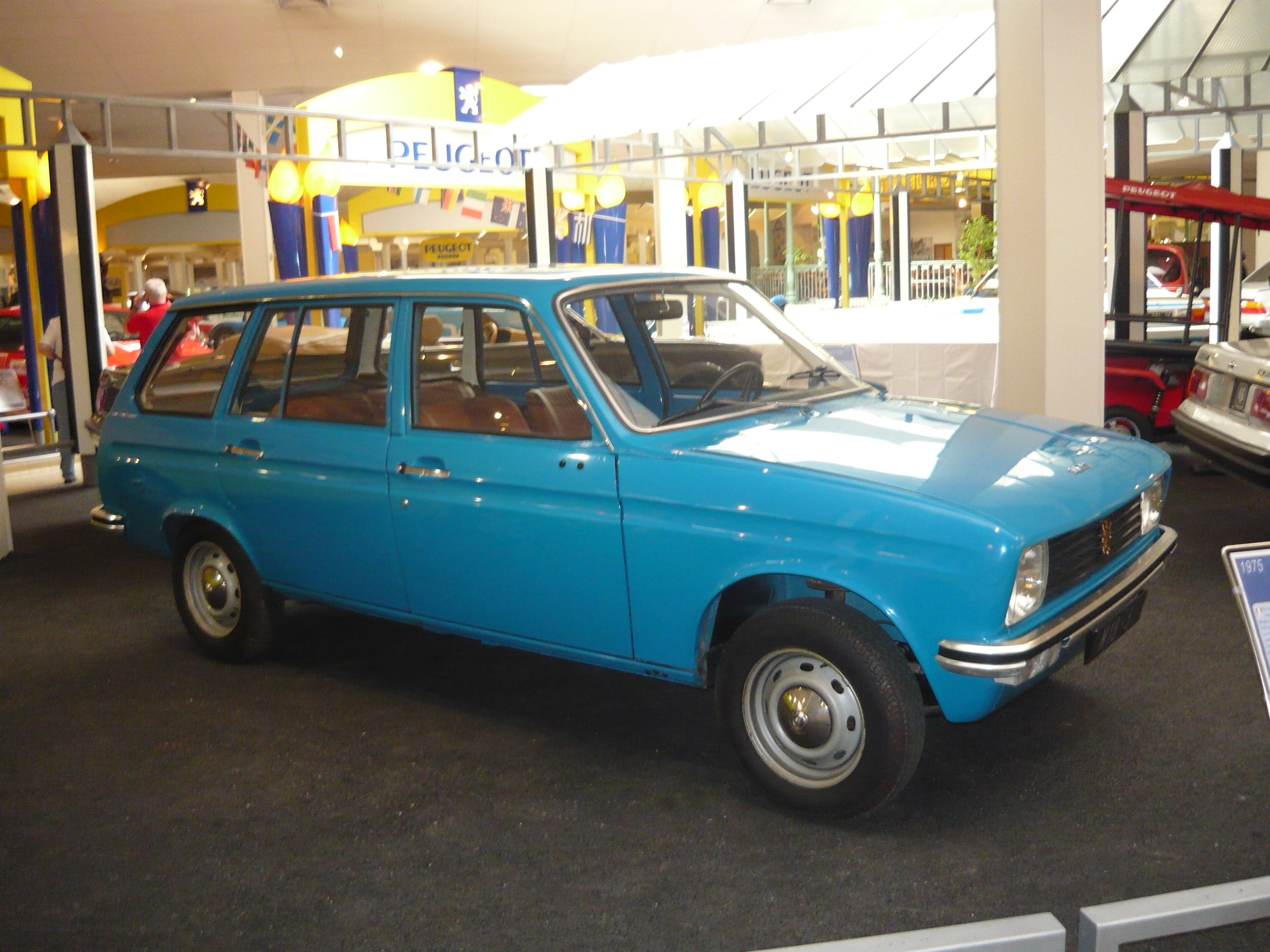
Prototype de Peugeot 104 break (non commercialisé)

## ZS et compétition
La voiture donne lieu à une Coupe annuelle spécifique nationale entre 1976 et 1982 (au début lors du Tour de France automobile, puis sur circuits, et enfin sur Terre lors des dernières éditions - lauréat en 1977 Hervé Migeo).
Elle s'impose aussi aux 24 Heures de Chamonix en 1977 grâce à Jean-Pierre Nicolas et Henri Pescarolo, ainsi qu'à trois reprises lors de la Ronde de Serre Chevalier, en 1977 (Jean-Claude Lefebvre, 2e des 24 Heures de Chamonix 1977 et qui l'engage aussi parfois en championnat de France de rallycross naissant — 2e à Loheac en 1977, <1.6L), 1981 (Timo Mäkinen) et 1982 (François Chauche). Ce dernier pilote remporte avec elle plusieurs courses en Championnat de France des rallyes Terre entre 1980 (Terres du Diois et de Provence) et 1981-82 (Terre du Quercy deux fois), alors que Pierre Lartigue empoche une victoire de classe au Rallye des 1000 Pistes avec sa groupe 2 en 1981.
En WRC, Jean-Claude Lefebvre (10e, alors associé à Jean Todt) gagne en 1977 le groupe 2 du Tour de Corse (10e de l'épreuve en 1976 Hannu Mikkola devant Claude Laurent, place reprise à son compte par Jean-Charles Martinetti en 1979). Le meilleur classement est obtenue par Timo Mäkinen lors du Rallye du Portugal 1978: 7e; au Rallye Monte-Carlo la même année Alain Coppier gagne la classe 1 du groupe 2 Tourisme, et en 1981 Pierre Toujan empoche la classe 2 de ce même groupe alors que Charbonneaux termine en tête de classe 1 en groupe 1 (Coupe des Dames pour Giselu Blume). En 1979 la classe 1 du Rallye Molson du Québec est remportée par Claude Laurent.

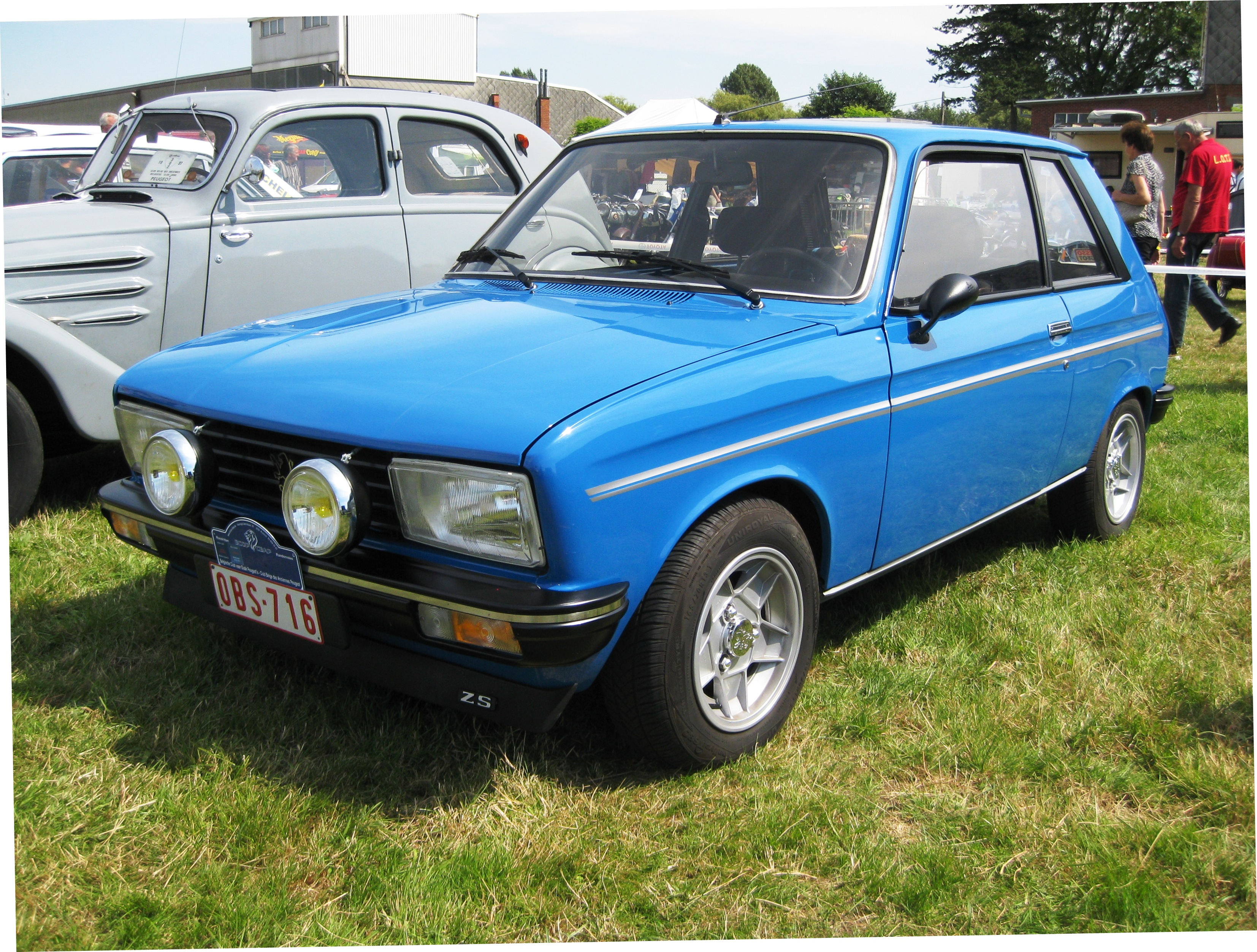
104 ZS
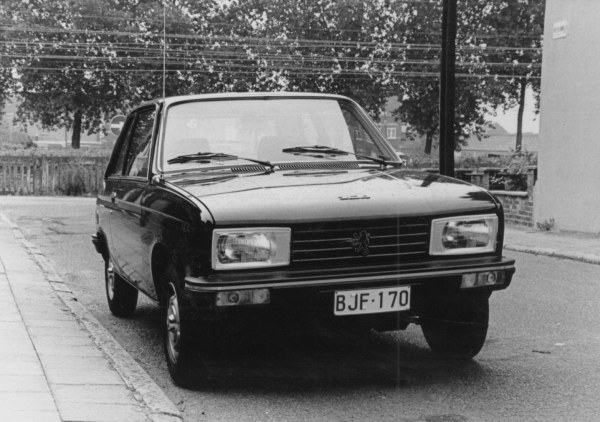
104 ZS
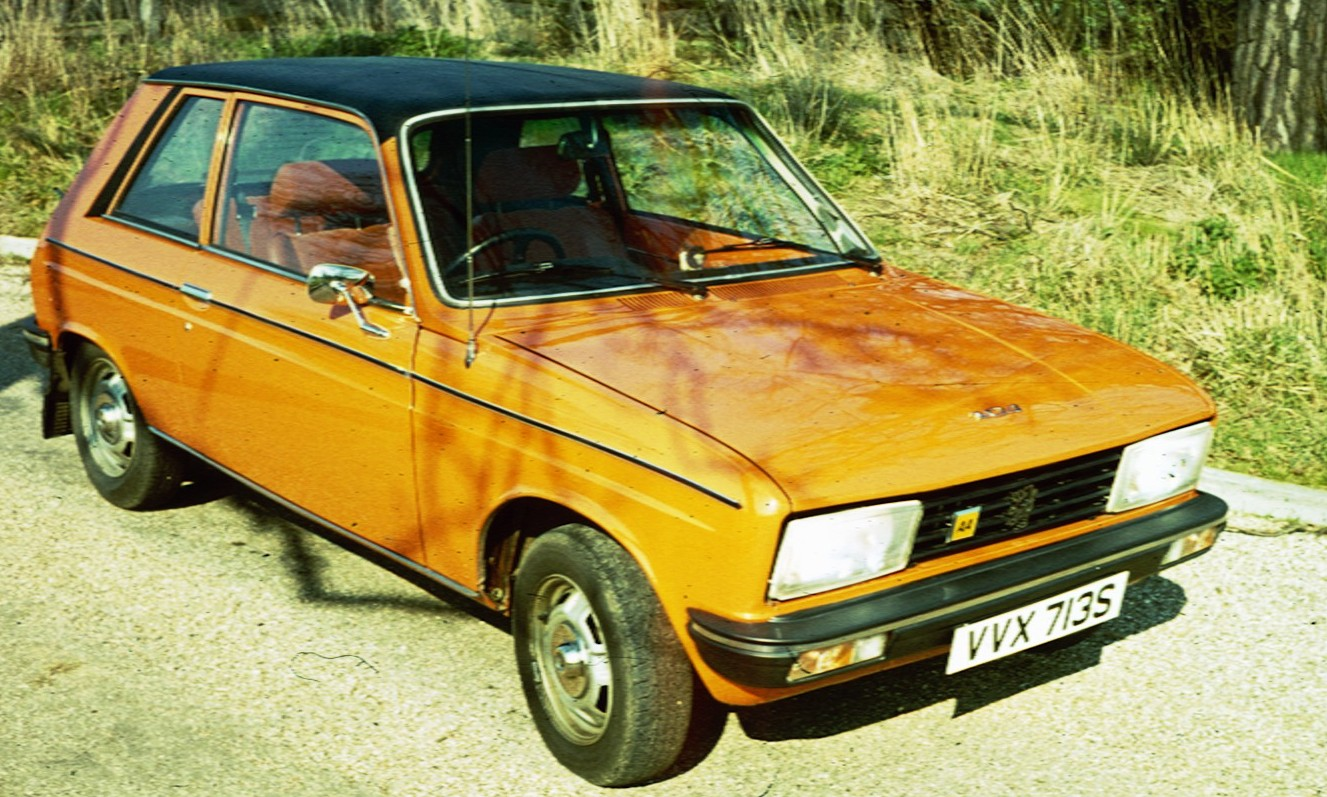
104 ZS
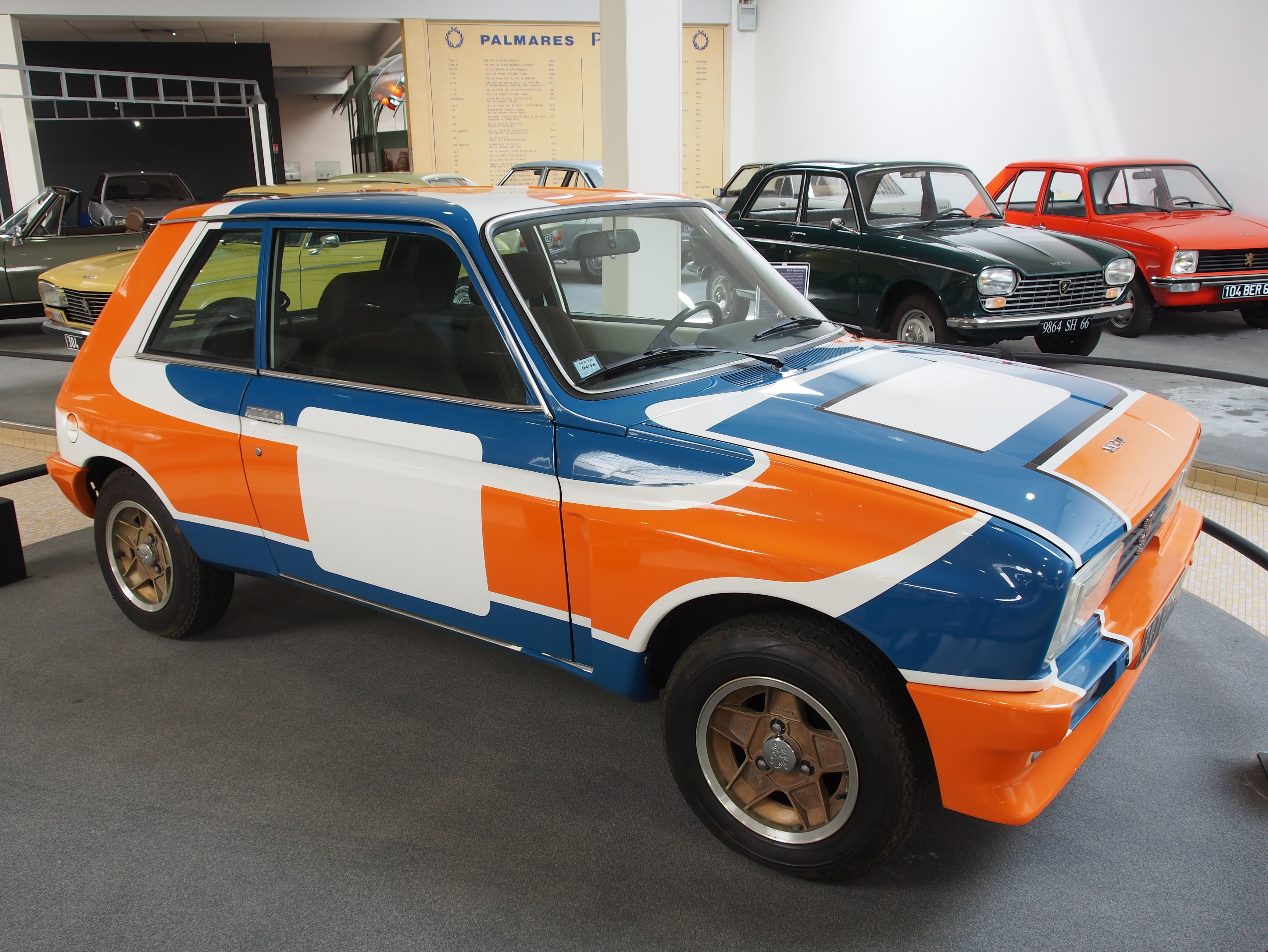
104 ZS kit "Rallye" au musée de l'Aventure Peugeot

## Peugeot 104 Peugette

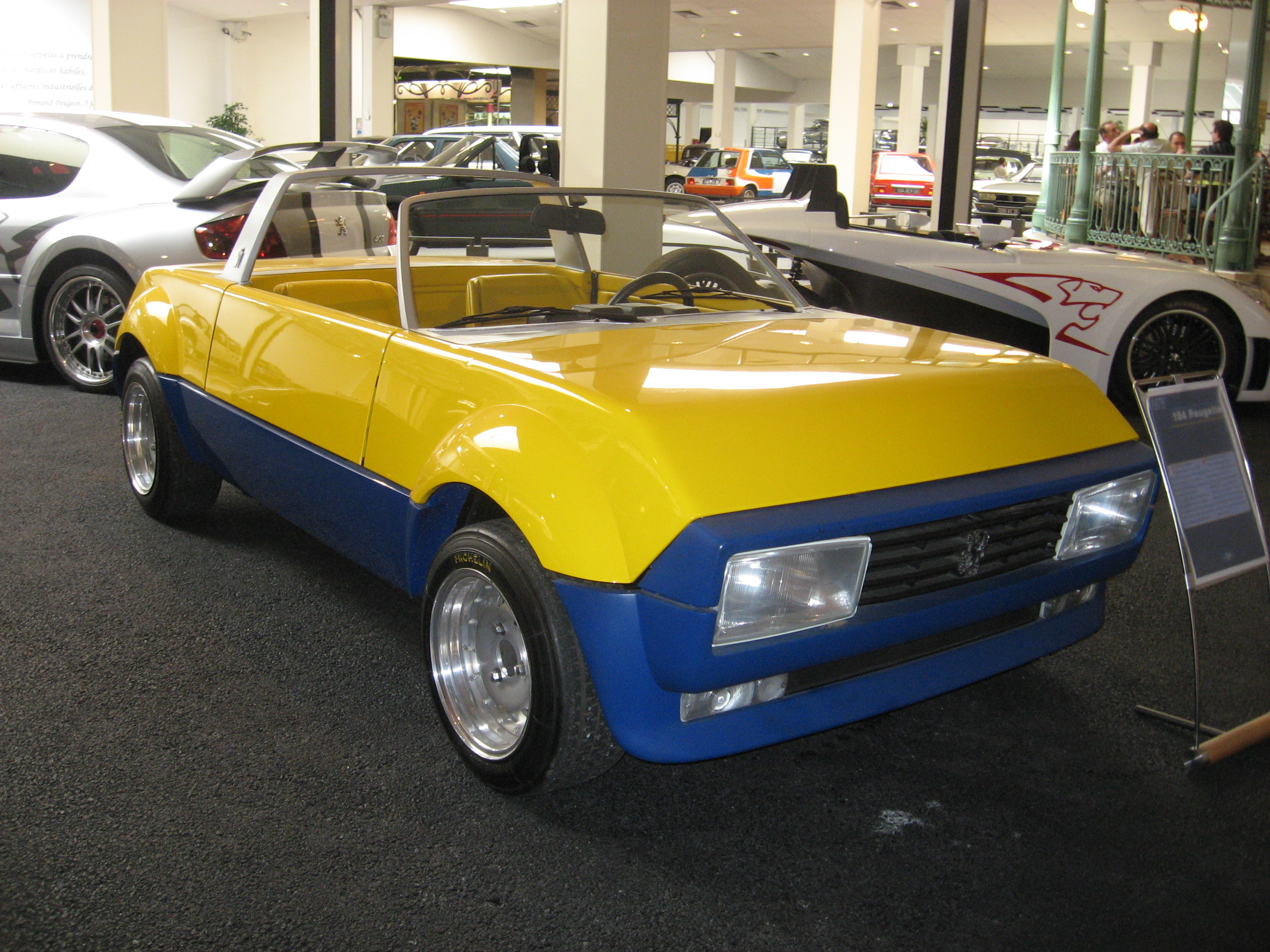
Peugette cabriolet au musée de l'Aventure Peugeot.

Pour fêter les 25 années de collaboration entre Peugeot et Pininfarina, le designer italien présente, en 1976 au Salon de Genève, deux prototypes sur une même base de 104, les Peugeot 104 Peugette :
- un cabriolet minimaliste avec pare-brise rappelant le concept des Panhard Dyna Junior ;
- une Barquette « 1 place », avec saute vent.

La Peugette ne se contente pas d’être une version cabriolet de la 104. Pininfarina a travaillé sur l’abaissement des coûts, via une carrosserie entièrement symétrique. Le capot autoclave est identique à l’avant et à l’arrière, et sur les flancs, les panneaux des portes ou des bas de caisse sont identiques. 
Ces propositions ne connaîtront pas de déclinaison industrielle.